# مارغريت بارغيتر
مارغريت بارغيتر (بالإنجليزية: Margaret Pargeter)‏ (1950، إنجلترا في المملكة المتحدة)؛ كاتِبة وروائية بريطانية.